# Parcul Natural Comana
Parcul Natural Comana este o arie protejată de interes național ce corespunde categoriei a V-a IUCN (parc natural), situat în Muntenia, pe teritoriul județului Giurgiu.

## Localizare
Aria naturală se află în sud-estul județului Giurgiu, pe teritoriile administrative ale comunelor Comana, Călugăreni, Colibași, Băneasa, Gostinari, Greaca, Mihai Bravu si Singureni. 

## Descriere
Parcul Natural Comana a fost declarat arie protejată prin Hotărârea de Guvern nr. 2151 din 30 noiembrie 2004, publicată în Monitorul Oficial al României, nr. 38 din 12 ianuarie 2005 (privind instituirea regimului de arie naturală protejată pentru noi zone). Acesta se întinde pe o suprafață de 24963 ha și reprezintă o zonă specială de conservare cu regim de protecție pentru mai multe specii de floră spontană (Paeonia peregrina Mill-sp., Ruscus aculeatus) și faună sălbatică (păsări, pești, mamifere, reptile și amfibieni) din Câmpia Burnazului. 
Situl Comana (începând din 25 octombrie 2011) este protejat prin Convenția Ramsar, ca zonă umedă de importanță internațională.
Parcul se suprapune atât ariei de protecție specială avifaunistică Comana (sit SPA) cât și sitului de importanță comunitară Comana (sit SCI) și include rezervațiile naturale: Pădurea Ologa - Grădinari și Pădurea Padina Tătarului.

## Biodiversitate
Parcul Natural Comana prezintă o arie naturală încadrată în bioregiunea continentală sudică a Câmpiei Române și cea nord-estică a Câmpiei Burnazului, ce adăpostește, protejează și conservă o gamă floristică și faunistică diversă, exprimată atât la nivel de specii cât și la nivel de ecosisteme terestre și acvatice.

### Habitate

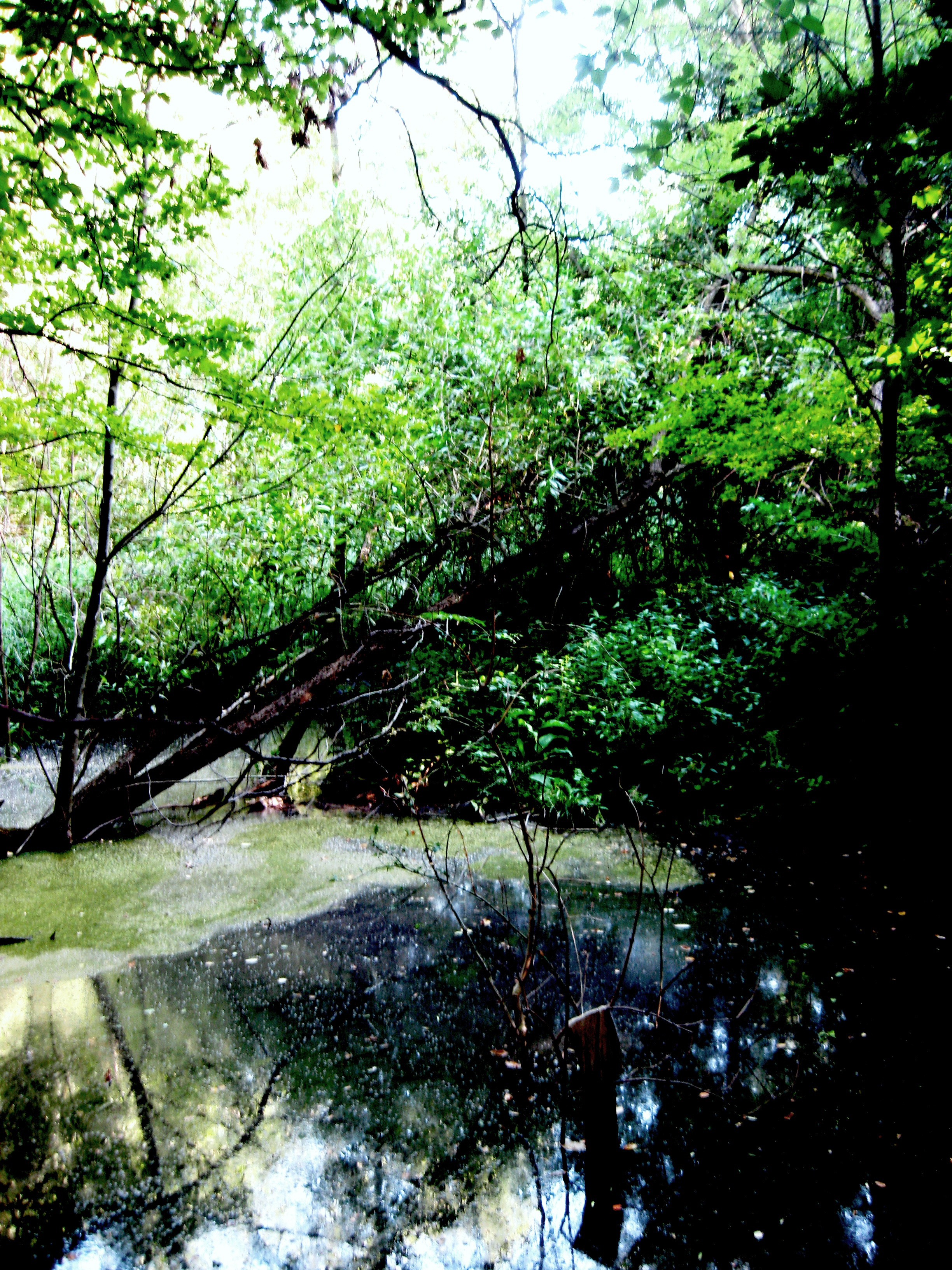
Habitat natural cu ape stătătoare aflat în arealul parcului Comana

Parcul dispune de mai multe tipuri de habitate (Păduri dacice de stejar și carpen, Păduri balcano-panonice de cer și gorun, Păduri ripariene mixte cu Quercus robur, Ulmus laevis, Fraxinus excelsior sau Fraxinus angustifolia, din lungul marilor râuri (Ulmenion minoris, Păduri aluviale cu Alnus glutinosa și Fraxinus excelsior (Alno-Padion, Alnion incanae, Salicion albae), Tufărișuri de foioase ponto-sarmatice, Zăvoaie cu Salix alba și Populus alba, Vegetație de silvostepă eurosiberiană cu Quercus spp., Vegetație forestieră ponto-sarmatică cu stejar pufos, Vegetație lemnoasă cu Salix eleagnos de-a lungul râurilor montane, Pajiști și mlaștini sărăturate panonice și ponto-sarmatice, Cursuri de apă din zonele de câmpie, până la cele montane, cu vegetație din Ranunculion fluitantis și Callitricho-Batrachion, Ape stătătoare oligotrofe până la mezotrofe cu vegetație din Littorelletea uniflorae și/sau Isoëto-Nanojuncetea, Lacuri eutrofe naturale cu vegetație tip Magnopotamion sau Hydrocharition, Lacuri distrofice și iazuri și Râuri cu maluri nămoloase cu vegetație de Chenopodion rubri și Bidention); ce adăpostesc floră și faună specifice Câmpiei Române.

### Floră
La nivelul ierburilor este întâlnită o gamă diversă de plante (de pajiște și de mlaștină), dintre care unele foarte rare, protejate prin lege sau endemice pentru această zonă.

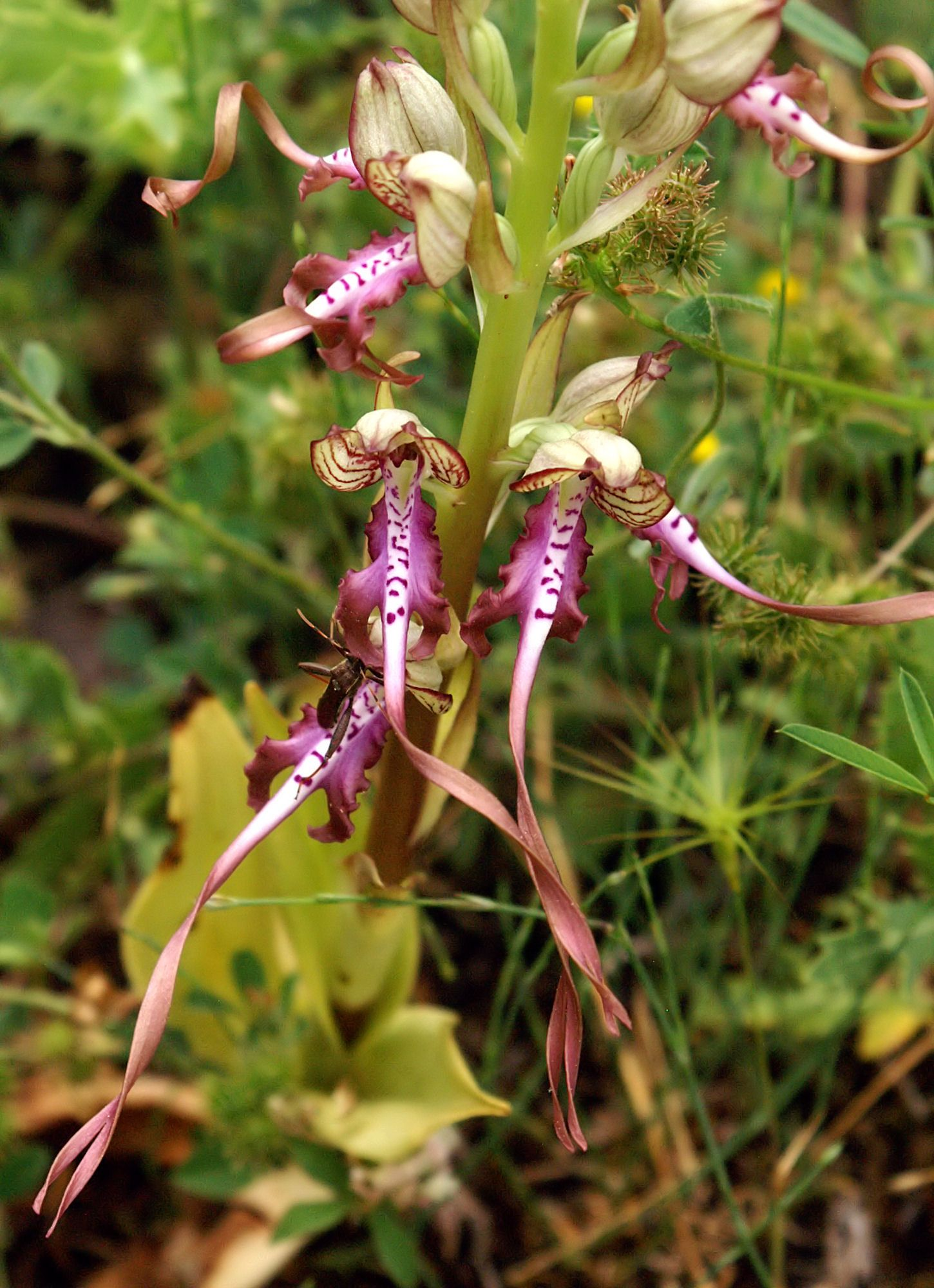
Ouăle-popii (Himantoglossum caprinum)

În arealul parcului sunt întâlnite trei specii floristice enumerate în anexa I-a a Directivei Consiliului European 92/43/CE (privind conservarea habitatelor naturale și a speciilor de faună și floră sălbatică); astfel: capul-șarpelui (Echium russicum), trifoiașul de baltă (Marsilea quadrifolia) și ouăle-popii (Himantoglossum caprinum).
Alături de acestea vegetează și alte rarități floristice din speciile: bujor românesc (Paeonia peregrina Mill. var. romanica), dedițel vânăt (Pulsatilla montana), pătlăgină (din speciile: Plantago tenuiflora și Plantago cornuti), stupiniță (Platanthera bifolia), orhidee (din speciile: Platanthera chlorantha, Epipactis purpurata, ), broscariță (din speciile: Potamogeton lucens și Potamogeton perfoliatus), brândușă galbenă (Crocus flavus), căpșunică (Cephalanthera rubra și Cephalanthera damasonium), nemțișor (Delphinium fissum), cucență (Digitalis ferruginea), mlăștiniță (din speciile: Epipactis atrorubens și  Epipactis helleborine), lalea pestriță (Fritillaria orientalis), stânjenel sălbatic (Iris sibirica), flocoșele (Lychnis coronaria), garbiță (Limodorum abortivum), buhai (Listera ovata), nufăr galben (Nuphar lutea), untul-vacii (Orchis morio), poroinic (Orchis tridentata), peștișoară (Salvinia natans), viorele (Scilla autumnalis) sau ghimpe (Ruscus aculeatus). 

### Faună
Printre speciile faunistice enumerate în acceași anexă a Directivei Europene se află două mamifere: popândăul (Spermophilus citellus) și liliacul comun (Myotis myotis); o reptilă și doi amfibieni: țestoasa de baltă (Emys orbicularis), buhaiul de baltă cu burtă roșie (Bombina bombina) și tritonul cu creastă danubian (Triturus dobrogicus); și cinci specii de pești: țigănuș (Umbra krameri), zvârlugă (Cobitis taenia), petroc (Gobio kessleri), țipar (Misgurnus fossilis) și boarța (Rhodeus sericeus amarus).
Parcul adăpostește și asigură condiții de hrană și cuibărire mai multor păsări protejate enumerate în anexa I-a a Directivei Consiliului European 147/CE din 30 noiembrie 2009, privind conservarea păsărilor sălbatice.

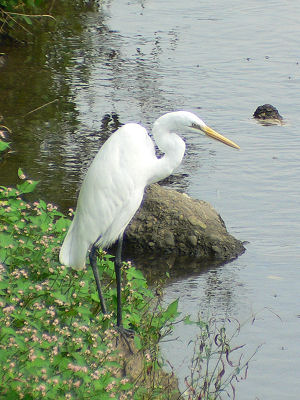
Egretă albă (Egretta alba)

Specii de păsări: uliu cu picioare scurte (Accipiter brevipes), uliu păsărar (Accipiter nisus), lăcarul mare (Acrocephalus arundinaceus), lăcarul de mlaștină (Acrocephalus palustris), lăcarul de rogoz (Acrocephalus schoenobaenus), lăcarul de lac (Acrocephalus scirpaceus), fluierar de munte (Actitis hypoleucos), ciocârlie-de-câmp (Alauda arvensis),pescăruș albastru (Alcedo atthis), rață sulițar (Anas acuta), rață lingurar (Anas clypeata), rață fluierătoare (Anas penelope), rață mare (Anas platyrhynchos), rață pestriță (Anas strepera), rață cârâitoare (Anas querquedula), gârliță mare (Anser albifrons), gâscă cenușie (Anser anser),  fâsă-cu-gât-roșu (Anthus cervinus), fâsă de pădure (Anthus spinoletta), lăstunul mare (Apus apus), acvilă țipătoare mică (Aquila pomarina), stârc cenușiu (Ardea cinerea), stârc roșu (Ardea purpurea), stârc galben (Ardeola ralloides), pietruș (Arenaria interpres), ciuf-de-pădure (Asio otus), ciuf-de-câmp (Asio flammeus), rață-cu-cap-castaniu (Aythya ferina), rața moțată (Aythya fuligula), rață roșie (Aythya nyroca), mătăsar (Bombycilla garrulus), buhai de baltă (Botaurus stellaris), rață sunătoare (Bucephala clangula), șorecar-încălțat (Buteo lagopus), fugaci de țărm (Calidris alpina), prundaș nisipar (Calidris alba), fugaci mic (Calidris minuta), fugaci roșcat (Calidris ferruginea), fugaci pitic (Calidris temminckii), caprimulg (Caprimulgus europaeus), cânepar (Carduelis cannabina), sticlete (Carduelis carduelis), florinte (Carduelis chloris), scatiu (Carduelis spinus), prundașul gulerat mic (Charadrius dubius), ploier gulerat mare (Charadrius hiaticula), chirighiță neagră (Chlidonias niger), chirighiță-cu-obraz-alb (Chlidonias hybridus), chirighiță-cu-aripi-albe (Chlidonias leucopterus), barză albă (Ciconia ciconia), barză neagră (Ciconia nigra), erete de stuf (Circus aeruginosus), botgros (Coccothraustes coccothraustes), porumbel de scorbură (Columba oenas), dumbrăveancă (Coracias garrulus), cristel-de-câmp (Crex crex), cuc (Cuculus canorus), lăstun de casă (Delichon urbica), ciocănitoare de stejar (Dendrocopos medius), ciocănitoarea de grădină (Dendrocopos syriacus), egretă mică (Egretta garzetta), egretă albă (Egretta alba), presură bărboasă (Emberiza cirlus), vânturelul roșu (Falco tinnunculus), șoimul rândunelelor (Falco subbuteo), lișiță (Fulica atra), becațină comună (Gallinago gallinago), ciovlica roșcată (Glareola pratincola), piciorong (Himantopus himantopus), frunzăriță-galbenă (Hippolais icterina), stârc pitic (Ixobrychus minutus), capîntorsul (Jynx torquilla), sfrâncioc roșiatic (Lanius collurio), sfrânciocul cu frunte neagră (Lanius minor), pescăruș argintiu (Larus cachinnans), pescăruș râzător (Larus ridibundus), gușă albastră (Luscinia svecica), prigoare (Merops apiaster), presură sură (Miliaria calandra), codobatură galbenă (Motacilla flava), codobatura albă (Motacilla alba), stârc de noapte (Nycticorax nycticorax),  pelicanul comun (Pelecanus onocrotalus),  cormoran mic (Phalacrocorax pygmeus), bătăuș (Philomachus pugnax), lopătar (Platalea leucorodia), codroș de munte (Phoenicurus ochruros), țigănuș (Plegadis falcinellus), corcodel-mare (Podiceps cristatus), ciocîntors (Recurvirostra avosetta), pițigoi-pungar (Remiz pendulinus),mărăcinar (Saxicola rubetra), chiră de baltă (Sterna hirundo), călifar alb (Tadorna tadorna), corcodel mic (Tachybaptus ruficollis), fluierar de mlaștină (Tringa glareola), fluierarul de zăvoi (Tringa ochropus), sturzul cântător (Turdus philomelos), mierlă (Turdus merula) sau nagâț (Vanellus vanellus).

## Căi de acces
- Drumul național DN5 pe ruta București - Jilava - 1 Decembrie - Adunații-Copăceni - Călugăreni.
- Drumul național DN6 pe ruta Alexandria- Ghimpati-Schitu-Mihai Bravu

## Monumente și atracții turistice
În vecinătatea parcului se află numeroase obiective de interes istoric, cultural și turistic; astfel:
- Biserica "Adormirea Maicii Domnului" din Adunații-Copăceni, construcție 1875, monument istoric.
- Biserica "Adormirea Maicii Domnului" din Băneasa, construcție 1908-1910, monument istoric.
- Biserica "Sf. Gheorghe" din Brăniștari, construcție sf. sec. XIX, monument istoric.
- Biserica "Adormirea Maicii Domnului" din Budeni, construcție 1882, monument istoric.

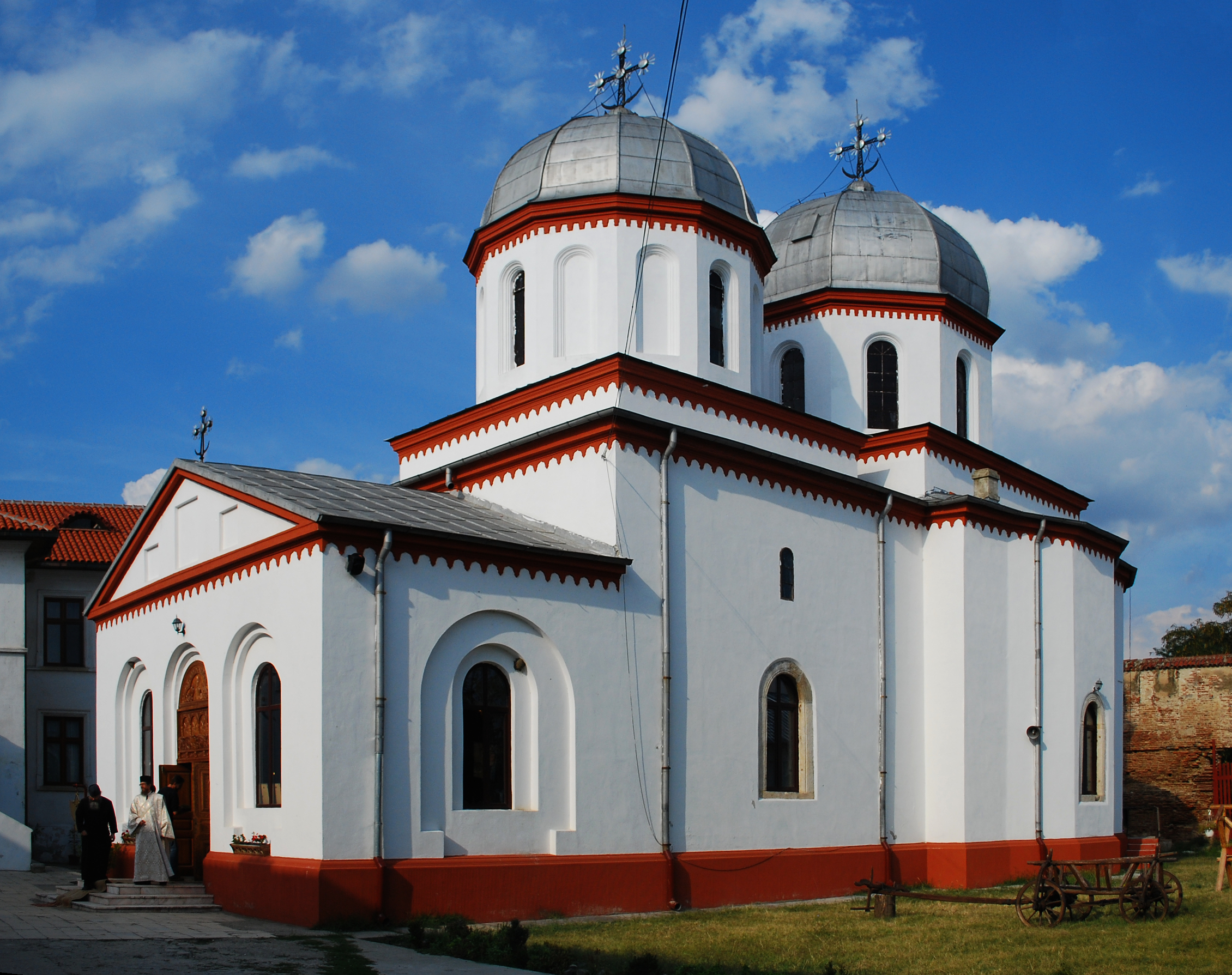
Biserica "Sf. Nicolae" din Comana

- Biserica "Adormirea Maicii Domnului", "Sf. Nicolae" din Călugăreni, construcție 1865, monument istoric.Biserica "Sf. Nicolae" din Comana
- Biserica "Sf. Nicolae" din Comana, construcție sec. XVI -XVIII, monument istoric.
- Biserica "Cuvioasa Paraschiva" din Dărăști-Vlașca, construcție 1873, monument istoric.
- Biserica "Sf. Nicolae" din Dărăști-Vlașca, construcție 1880, monument istoric.
- Biserica "Sf. Nicolae" din Frasinu, construcție 1858, monument istoric.
- Biserica "Cuvioasa Paraschiva" din Gostinari, construcție 1857, monument istoric.
- Biserica "Adormirea Maicii Domnului" din Grădiștea, construcție 1657, monument istoric.
- Biserica "Adormirea Maicii Domnului" din Pietrele, construcție 1865, monument istoric.
- Conacul Marmorosch - Blank din satul Adunații-Copăceni, construcție 1897, monument istoric.
- Situl Ostrovu Lung - Gostinu, arie de protecție specială avifaunistică.